# Betinho (futsal)
Pour les articles homonymes, voir Betinho.
Roberto Wagner Bezerra do Carmo connu sous le pseudonyme Betinho, né le 15 mai 1976 à Fortaleza, est un joueur de futsal. D'origine brésilienne, il est international belge à quatre reprises.
En 2009, le Brésilien rejoint le Sporting Paris et participe aux premiers titres nationaux du club.

## Biographie

### Début au Brésil
Betinho débute le futsal à l'âge de sept ans à Fortaleza.

### Révélation en Belgique
À vingt-sept ans, en 2003, Betinho part pour la Belgique où le futsal est professionnel. Il joue successivement à Bruxelles, Morlanweiz puis Action 21 Charleroi et obtient le titre de Soulier d'or européen en 2005,.

### Titres avec le Sporting Paris et international
En 2009, le Brésilien rejoint le Sporting Paris et déclare : « Je ne suis pas venu ici en préretraite, précise le Brésilien. Mon objectif est d'être champion de France afin de pouvoir emmener l'équipe en Coupe d'Europe ».
Dès fin novembre 2009, Betinho cumule déjà dix-neuf buts en cinq rencontres, toutes gagnées par son nouveau club. Le pivot inscrit notamment sept buts lors de la victoire des Parisiens à Strasbourg (11-4).
Betinho inscrit un doublé en demi-finale du championnat 2009-10 contre Cannes Bocca (7-3).
Au terme de l'exercice 2010-2011, le Sporting Club de Paris est sacré champion de France pour la première fois de son histoire et se qualifie pour la Coupe d'Europe. 
Le Brésilien marque un triplé décisif en tant que capitaine en finale du championnat 2011-12 face à Paris Métropole (5-4). Le SC Paris remporte son second titre de champion de France.
Lors de la finale du championnat 2012-13, Betinho clôt la marque contre Erdre (3-0), le troisième titre de champion consécutif. Dans le même temps, le pivot remporte le doublé coupe-championnat de Belgique ASBF avec le Relemko Koersel et termine meilleur buteur avec 59 buts du championnat.
En début de saison 2013-2014, Betinho est convoqué en Équipe de Belgique de futsal FIFA. Il dispute deux matchs amicaux début août 2013 contre le Brésil, puis autant fin septembre contre l'Espagne. Face à deux des meilleures équipes du monde, Betinho ne connaît que des défaites et n'inscrit pas de but. Il ne sera plus convoqué en sélection après ses quatre rencontres.
En octobre 2013, Betinho inscrit un quintuplé en Coupe UEFA chez le Lokomotiv Kharkiv. Au terme de la saison, il est annoncé que le pivot brésilien prend sa retraite sportive.

### Fin en Belgique
En 2018, à 42 ans et un arrêt de plusieurs années, Betinho s'engage avec le HCTE Cosmos La Hestre, au sein de la Division 1 de la Ligue francophone de football en salle (LFFS). Il quitte le club au terme de la saison 2019-2020.
Pour l'exercice 2020-2021, Betinho revient à Morlanwelz, en D2 belge.

## Statistiques

### Par saison
Le brésilien est trois fois meilleurs buteurs du championnat de France avec le Sporting Paris (100 buts en 2009-10,72 en 2010-11 et 48 en 2012-13). Il est le meilleur buteur du championnat de France avec 288 buts inscrits.

### Liste des matchs internationaux
| # | Date              | Domicile | Score | Extérieur |
| - | ----------------- | -------- | ----- | --------- |
| 1 | 1er août 2013     | Brésil   | 6 - 1 | Belgique  |
| 2 | 4 août 2013       | Brésil   | 5 - 1 | Belgique  |
| 3 | 23 septembre 2013 | Espagne  | 5 - 2 | Belgique  |
| 4 | 24 septembre 2013 | Espagne  | 8 - 2 | Belgique  |

## Palmarès

### Titres collectifs
- Championnat de Belgique (2)
  - Champion : 2008 et 2009 (Action 21)

- Championnat de France (4)
  - Champion : 2011, 2012, 2013 et 2014
  - Vice-champion : 2010

- Coupe de France (6)
  - Vainqueur : 2010, 2011, 2012 et 2013

### Récompenses et performances individuelles
Betinho termine co-meilleur buteur de la Coupe UEFA 2012-2013 (dix buts) et seul meilleur réalisateur la saison suivante (onze buts).
Il est le meilleur buteur du championnat de France avec 288 buts inscrits. Le brésilien termine trois fois meilleurs buteurs de la compétition avec le Sporting Paris (100 buts en 2009-10, 72 en 2010-11 et 48 en 2012-13).